# メッセル
メッセル (ドイツ語: Messel) はドイツ連邦共和国ヘッセン州ダルムシュタット＝ディーブルク郡に属す町村（以下、本項では便宜上「町」と記述する）。

## 地理

### 隣接する市町村
メッセルは、北はドライアイヒおよびレーダーマルク（ともにオッフェンバッハ郡）およびエッパーツハウゼン、東はミュンスターおよびディーブルク、南はグロース＝ツィンメルン、西はダルムシュタットと境を接する。

### 自治体の構成
メッセルは、メッセル地区とグルーベ・メッセル地区からなる。

## 歴史
メッセルは800年にロルシュ文書の寄進証書に初めて記録されている。
ディーブルクのグロシュラーク家は、1400年から1799年（この年に最後の当主が亡くなった）までメッセルの領主であった。後任の領主となったマインツ選帝侯の国務大臣アルビーニを住民達は認めず、1799年5月31日にグロシュラーク家の娘達に忠誠を誓った。アルビーニは50騎の軽騎兵で村を制圧し、領主として認めるよう強要した。いずれにせよ、アルビーニの支配は短い幕間劇に過ぎなかった。1806年にこの村はヘッセン大公領に編入されたのである。

## 行政

### 議会
メッセルの町議会は19議席からなる。

## 交通
メッセル駅は、グルーベ・メッセル地区にあるマイン＝ライン鉄道（アシャッフェンブルク - ダルムシュタット - マインツ - ヴィースバーデン）沿いの駅である。この駅は歩道、自転車道でメッセルと結ばれている。パーク＆ライドの駐車場もある。
この他、ダルムシュタット＝クラニヒシュタイン（ここでダルムシュタットの市電に接続する）やレーダーマルクトへのバスの便がある。

## 見所

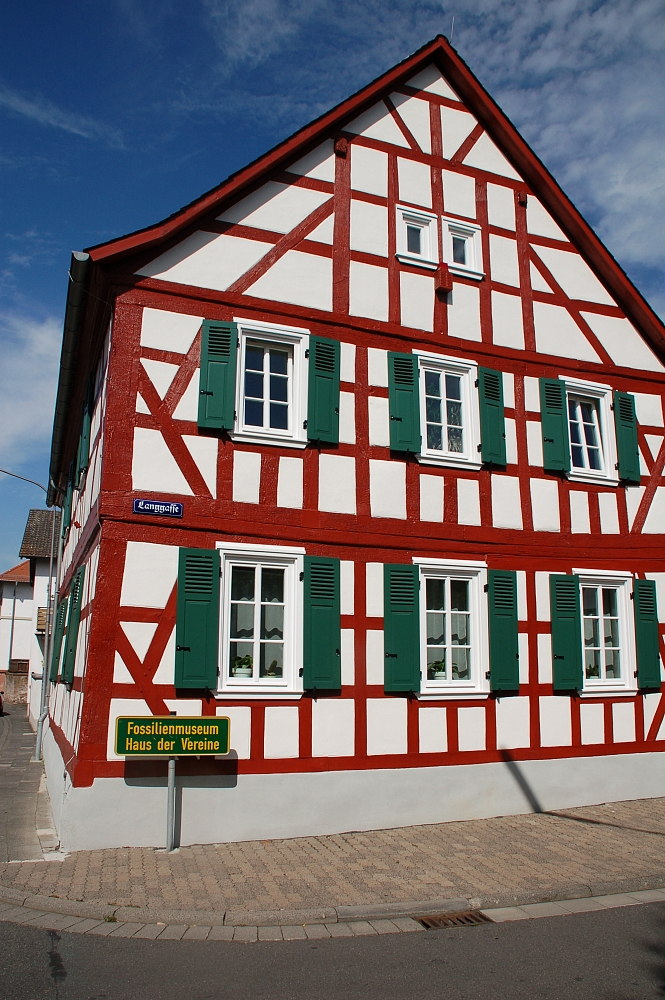
メッセル博物館

メッセルは、1995年にユネスコの世界遺産に登録された、多くの化石が発掘されるメッセル採掘場で知られている。ダルムシュタットやフランクフルトの他、メッセル化石・郷土博物館にもここから発掘された化石が展示されている。